# Hermann Lienhard (Schriftsteller)
Hermann Lienhard (geboren am 25. Februar 1922 in Sankt Veit an der Glan; gestorben am 10. Oktober 1999 daselbst) war ein österreichischer Lyriker und Dramatiker, Musiklehrer und Organist.

## Leben
Lienhard studierte in Wien Musik und klassische Philologie. In seinem Heimatort Sankt Veit arbeitete er als Organist und war langjähriger Leiter der dortigen Musikschule. Er begründete die Tagungen zeitgenössischer österreichischer Autoren und Komponisten in Sankt Veit und leitete diese von 1950 bis 1957. Bis zu seiner Pensionierung war er Leiter der Abteilung Hörspiel und Literatur im Landesstudio Kärnten des ORF.
1948 erschien ein erster Gedichtband, es folgten weitere lyrische Werke, von denen einige auch vertont wurden, Dramen, Hörspiele und Essays sowie zahlreiche Veröffentlichungen in Zeitschriften.

## Werke
- Die Verwandlung. Gedichte. Klagenfurt 1948.
- Café Memoria. Drama. 1954.
- Das Spiegelhaus. Gedichte. Salzburg 1955.
- Drei Minuten, vierzehn Sekunden. Hörspiel. 1956.
- Der Tod kennt den Mond nicht. Drama. München 1958.
- Die Flötengarbe. Gedichte. Wien 1968.
- Die Orgelfracht. Gedichte. Klagenfurt 1982.
- Die Harfenschwinge. Gedichte. Zeichnungen und Bilder von Karl Brandstätter. Vertonungen von Hans-Jörg Scherr. Klagenfurt 1989.

Vertonte Werke und Libretti:
- Norbert Artner: Die Hochzeit des Botticelli. Oratorische Funkoper in drei Akten. 1956.
- Norbert Artner: Helle Fähre, Dunkler Strom. Ein Oratorium in Tänzen nach Texten von H. Lienhard. 1960.
- Norbert Artner: Der Strom. Eine Kärntner Symphonie für gemischten Chor, großes Orchester, Sprecher und Orgel nach der gleichnamigen Dichtung von Hermann Lienhard. 1964.
- Hans-Jörg Scherr: Bewölkter Akkord. Liederzyklus für Mezzosopran oder Bariton und Klavier. 1975.
- Hans-Jörg Scherr: Herz-Orchideen. Liederzyklus für eine mittlere Singstimme und Klavier. 1989.